# Підрічани
Підрічани (Поджечани, пол. Podrzeczany) — село в Польщі, у гміні Чижі Гайнівського повіту Підляського воєводства. Населення — 80 осіб (2011).

## Історія
Вперше згадується 1536 року як Локниця.
У 1975—1998 роках село належало до Білостоцького воєводства.

## Демографія
Демографічна структура станом на 31 березня 2011 року:
|          | Загалом | Допрацездатний вік | Працездатний вік | Постпрацездатний вік |
| -------- | ------- | ------------------ | ---------------- | -------------------- |
| Чоловіки | 39      | 5                  | 23               | 11                   |
| Жінки    | 41      | 2                  | 21               | 18                   |
| Разом    | 80      | 7                  | 44               | 29                   |